# Anita Nylund
Anita Gunvor Nylund-Hedlund, född 10 november 1931, död den 7 april 2023 i Staffanstorp, är en svensk keramiker och formgivare.
Hon är dotter till Gunnar Nylund och Anna Lillie Granberg. Nylund studerade vid Otte Skölds målarskola i Stockholm och fortsatte därefter sina studier i Danmark och vid Académie des Beaux-Arts i Paris. Samtidigt med sina studier i Frankrike arbetade hon vid en fransk keramikfabrik. Hon fortsatte därefter sina studier vid konstakademien i Florens. Hon praktiserade keramikmålning vid Rörstrands porslinsfabrik och textilkonst hos Agda Österberg. Hon var anställd som formgivare hos Jie Johnson i Gantofta 1956–1964 och formgav där bland annat modellerna Vår lilla stad, Familjen Pepparsson och Janssons frestelse. Därefter arbetade hon vid Syco i Strömstad 1965–1967 innan hon flyttade till Göteborg och etablerade en egen keramikverkstad. Efter lite kringflyttande bosatte hon sig i Staffanstorp där hon drev Konst och Design GAN från och med början av 1980-talet. Som formgivare har hon formgivit föremål för  Rörstrands porslinsfabrik, Royal Copenhagen och Eneryda glasbruk. Hon signerade sina föremål AN, AN Jie Gantofta och ANJ. Nylund är representerad vid Helsingborgs museum.